# Халимендик Юрій Михайлович
Халимендик Юрій Михайлович (нар. 21 січня 1949 р. у м. Красноармійськ Донецької області, помер 09.01.2019 Павлоград, Дніпропетровська область) — доктор технічних наук, професор. Лауреат Державної премії України у області науки і техніки, Заслужений шахтар України, відмінник освіти України.

## З творчої біографії
У 1973 році закінчив Дніпропетровський гірничий інститут за фахом маркшейдерії.
У 1979 — 1983 рр. був аспірантом на кафедрі підземної розробки родовищ.
Працював: змінний інженер, маркшейдер видобувної дільниці, заступник головного інженера, начальник видобувної дільниці, головний інженер шахтобудівного управління і шахти, директор шахти, генеральний директор, директор інституту.
Опублікував 170 робіт, зокрема 23 авторські свідоцтва і патент України і Росії, 5 монографій.
Помер 9 січня 2019 р.

## Відзнаки і нагороди
Срібна медаль «За заслуги в справі винахідництва міжнародної Академії авторів наукових відкриттів і винаходів».